# Ёбаный насос
«Ёбаный насос» — песня российского рэп-исполнителя Ноггано, выпущенная в 2008 году на альбоме «Первый».
Этот альбом стал третьим в дискографии Басты и одновременно первой его работой под псевдонимом Ноггано.
Песня получила известность задолго до выхода альбома благодаря бесплатному распространению через Интернет и сарафанному радио. Именно эта песня стала главным хитом Ноггано; с самого начала планировалось выпустить её в качестве видеосингла. В песне активно используется ненормативная лексика, упоминаются наркотики.
Песня имеет нетипичную структуру: она состоит из одного длинного куплета, после которого идёт многократно повторённый припев (A-B-B-B). Первая часть песни представляет собой репрезент, а вторая рассказывает о забавном эпизоде из жизни героев. По сюжету песни приятель главного героя Жора был отправлен к торговцу наркотиками, с целью купить товар для всей компании, но эта поездка затянулась на много часов. Главная фраза песни: «Ёбаный насос, Жора, где ты был?».
Персонажи этой песни фигурируют и в других песнях альбома. Так, в песне «Застрахуй» рассказывается о судьбе Жоры, ставшего невольным участником аферы своих товарищей. По словам Басты, персонажи его песен Ноггано, Жора, Бангкок и Купэ основаны на реальных людях — его друзьях и нём самом.
Название песни содержит ненормативную лексику и обычно подвергается цензурированию. В буклете альбома и большинстве письменных упоминаний песни часть названия заменяется точками: «Ёба…й насос», «Ё…й насос», «Ёб… насос», «Ё… насос». В самой песне ненормативная лексика не цензурируется.
На песню было снято два видеоклипа. Первым было полулюбительское «домашнее видео», снятое студией trashProduction.ru без какого-либо участия самого артиста или его менеджмента. Клип был опубликован на YouTube в мае 2008 года, вскоре после выхода альбома «Первый». По телевидению или другим каналам клип не демонстрировался. К концу 2008 года он был просмотрен около 250 000 раз.
Позднее появился официальный клип, снятый выпускающей компанией Ноггано GazGolder Records. Клип был представлен в начале октября 2008 года. Как и первый, неофициальный клип, он демонстрировался исключительно по интернет-каналам, телевизионных показов клипа не было. Клип представляет собой сочетание анимационного и игрового фильма. В нём активно используются анимационные персонажи, впервые представленные в оформлении альбома «Первый».
Как для любительского, так и для официального клипа характерно отсутствие единого сюжета и обилие танцевальных движений.
В октябре 2008 года песня была номинирована на премию MTV Russia Music Awards в категории «Сеть». Номинация «Сеть» была введена в 2008 для артистов, чьё творчество вызвало широкий резонанс в Рунете. Помимо Ноггано, на премию претендовали Пётр Налич («Гитар»), группа «Барто» («Танцпол»), «Трэш-шапито КАЧ» («Будут наказаны») и Чен («Анти-MTV»). 28 ноября 2008 были объявлены результаты церемонии, в соответствии с которыми премию получила песня Ноггано.
На той же церемонии Баста получил ещё одну премию — за песню «Город дорог» группы Centr, в которой Баста исполнил припев. Песня «Город дорог» победила в номинации «Хип-хоп». Интересно, что одновременно с этим «Город дорог» был номинирован в категории «Плагиат».